# Monument aux morts de Bois-le-Roi (Seine-et-Marne)
Le monument aux morts de Bois-le-Roi est un mémorial situé à Bois-le-Roi (Seine-et-Marne), en France.

## Situation et accès
Le monument est situé sur le terre-plein de l'église, à l'angle de la rue de Verdun et de l'avenue Foch, dans la partie centrale de Bois-le-Roi. Plus largement, il se trouve dans le département de Seine-et-Marne, en région Île-de-France.

## Histoire

### Érection
En hommage aux soixante-neuf enfants de Bois-le-Roi morts au combat durant la Première Guerre mondiale, le monument aux morts de cette commune est exécuté par le sculpture Louis de Monard avec l'architecte Louis Périn.

### Inauguration
La cérémonie d'inauguration a lieu le 18 septembre 1921. Environ un millier de personnes se rassemble ce jour-là aux côtés des officiels pour assister à la cérémonie. La journée débute à 10 heures par une messe solennelle célébrée dans l’église. L’assistance est si nombreuse que les portes doivent rester ouvertes et plusieurs personnes se tiennent à l’extérieur. À 17 heures, un cortège se forme devant l'hôtel de ville et se rend jusqu’au monument, décoré de drapeaux, de couronnes et de fleurs. Plusieurs discours sont prononcés par différentes personnalités : Louis Cuinat, maire de Bois-le-Roi ; Paillard, au nom des Anciens Combattants ; le docteur Lefèvre, conseiller général ; Fragnaud, sous-préfet ; Albert Ouvré, député ; Eugène Penancier, sénateur ; ainsi que Jacques-Louis Dumesnil, député, qui rend hommage à l’héroïsme des soldats. Les orateurs saluent la mémoire des morts et insistent sur leur bravoure, leur esprit de sacrifice, et la nécessité de rester vigilant et uni face aux dangers futurs.

### Profanations
Dans la semaine du 28 septembre 1925, les palmes, offrandes-souvenirs et arbustes devant le monument sont retrouvés vandalisés.

## Représentations culturelles
À l’occasion de l’inauguration du monument, un habitant de Bois-le-Roi, Paul Plet, compose un poème intitulé Monument aux morts de Bois-le-Roi :
| Un courage indomptable a conquis la Victoire ; Aux heures du péril, toujours au premier rang, Nos valeureux soldats se sont couverts de gloire. On criait dans le monde : Honneur au peuple Franc ! Aussi bien, de Monard, en sculptant le symbole De la France arborant le laurier d’auréole, Offre à la loi mémoire éclatant Et que nul ne saurait contester un instant. Traduisons selon l’instant d’hommage mérité, Aux morts cette fierté de l’homme fort, Dont les enfants ne vers sait donner le sort. L’âme de nos héros — écoutez… nous le crie : « Ô vous qui survivez, terminez notre effort, Alertez ! défendez la France, la Patrie ! » |